# Henrik III. Wiški
Henrik III. Wiški, gospod Wischa (rojen 1390 - umrl 10. januarja 1448 ), je bil sin Henrika II. Wiškega in Katarine Bronkhorstske.

## Življenje
Henrik je živel na gradu Wildenborch pri Vordenu in deloval kot uradnik v Liemersih od 1394 do 1397 skupaj z Ditrikom IV. Wiškim.
Kasneje, leta 1416, 1422 in 1433, je Henrik III. omenjen kot deželni upravitelj in oskrbnik Geldersa. Omenjen je leta 1452 kot pravni svetovalec mesta Arnhem. Henrik je kot deželni upravitelj leta 1425 sodeloval pri novi trasi nasipa Hetterse in zagotovil, da sta Gelders in okrožje Zutphen prispevala k stroškom. Užival je zaupanje vojvode Gelderskega, ker je leta 1430 Henrik III. imel svojo sobo v gradu Rosendael, vojvodovi rezidenci. Leta 1435 je postal meščan Zutphena.

## Poroka in otroci
Henrik III. se je poročil z Irmgardo Sayn-Witgensteinsko (rojeno ok. 1400 ). Imela sta naslednje otroke:
- Janez II. Wiški
- Ditrik V. Wiški
- Henrik IV. Wiški ( 1448-1460 )
- Neža Wiška  poročila se je z Gijsbertom Bronckhorstskim-Batenburškim (rojen 1425 )